# Neogoezia
Neogoezia là chi thực vật có hoa trong họ Apiaceae.